# Manuel Abaunza
Manuel Abaunza (1941) è un ex calciatore nicaraguense naturalizzato statunitense, di ruolo attaccante. Suo fratello Bayardo, anch'egli calciatore, fu suo compagno di squadra ai Los Angeles Kickers ed all'Orange County SC ed ha giocato nella nazionale statunitense.

## Carriera
Originario del Nicaragua, dopo aver giocato in Costa Rica si trasferì negli Stati Uniti d'America militando in vari sodalizi calcistici della California.
Nel 1964 con i Los Angeles Kickers vince la National Challenge Cup, battendo gli Ukrainian Nationals, segnando anche una rete nella finale d'andata.
Nel 1965 passa all'Orange County SC, società con cui raggiunge la finale della National Challenge Cup 1966, perdendola con gli Ukrainian Nationals.
Nell'estate 1967 si trasferisce in America per giocare nei Los Angeles Toros, società militante nella neonata NPSL. Con i Toros ottenne il quinto ed ultimo posto nella Western Division.
Terminata l'esperienza con i Toros torna a giocare nelle leghe dilettantistiche californiane.
Nel settembre 1968 viene convocato nella nazionale statunitense per giocare un incontro amichevole contro Israele, partita nella quale non scenderà però in campo.

## Palmarès

### Competizioni nazionali
- National Challenge Cup: 1

L.A. Kickers: 1964